# Teresa de Jesús (película)
Teresa de Jesús es una película española dirigida en 1984 por Josefina Molina, resumen de la serie del mismo nombre emitida por Televisión española también ese año. La música, tanto para la serie como para la película, fue compuesta por José Nieto.
Esta versión de Josefina Molina está basada en la película Teresa de Jesús que Juan de Orduña había dirigido en 1961.[cita requerida]

## Argumento
La película y la serie narran la vida de Santa Teresa de Jesús, interpretada por Concha Velasco.

## Premios
- Antena de Oro para Concha Velasco.
- Fotogramas de Plata para la mejor actriz.
- 2 TP de Oro (Mejor actriz y mejor serie nacional)